# Commonwealth Building (Portland)
El Commonwealth Building o Equitable Building es un edificio de gran altura situado en Portland, la ciudad más poblada del estado de Oregón (Estados Unidos). Tien14 pisos y 59,13 m, y está ubicado en 421 SW 6th Avenue entre las calles Washington y Harvey Milk. Fue diseñado por el arquitecto Pietro Belluschi y construido entre 1944 y 1948. Se considera una de las primeras torres de cajas de vidrio jamás construidas, pionera en muchas características modernas y anterior a la más famosa Lever House en Manhattan.

## Historia

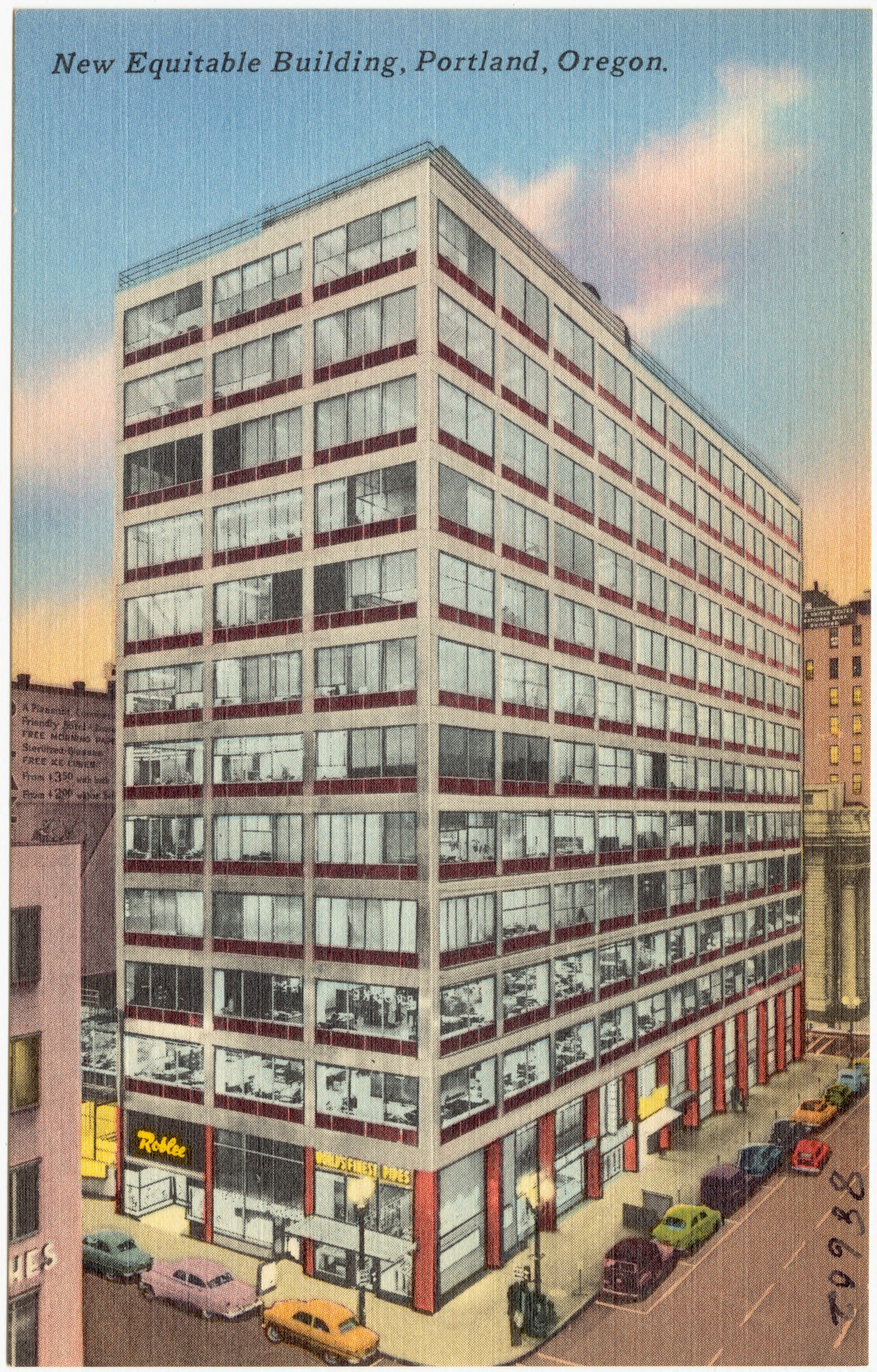
Postal de la década de 1940 del edificio.

La construcción comenzó en 1944 y el edificio se inauguró en 1948 como Equitable Building. El inmueble fue construido como la sede en Portland de Equitable Savings and Loan Association, originalmente estaba destinado a tener 12 pisos de altura, pero luego se expandió a 14. Fue la primera torre revestida de aluminio, la primera en utilizar paneles de ventanas de doble acristalamiento, y fue la primera en estar completamente sellada y con aire acondicionado. En 1965, el edificio pasó a llamarse Commonwealth Building cuando se inauguró el Equitable Center (actual Unitus Plaza), que también fue diseñado por Pietro Belluschi.
El Commonwealth Building se agregó al Registro Nacional de Lugares Históricos (como el Equitable Building) en 1976. En 1980, la Sociedad Estadounidense de Ingenieros Mecánicos (ASME) designó el Commonwealth Building como Monumento Histórico Nacional de Ingeniería Mecánica. En 1982, el edificio recibió el premio Veinticinco años del American Institute of Architects. En 1993, Weston Investment Co. LLC lo compró por 1,9 millones de dólares. Unico Properties y Cigna Realty Investors lo compraron a su vez en 2007 a Weston por 27 millones y gastaron 7 millones en renovaciones. Fue vendido nuevamente por Unico en 2013 por 41 millones de dólares cuando Unico compró Cigna. Unico vendió la torre a KBS en 2016 por 69 millones.

## Características
Diseñado por el destacado arquitecto de Oregón Pietro Belluschi, la torre de 19 311 m² de estilo internacional tiene 14 pisos y 59,13 m de altura. Consiste en una caja de vidrio verde mar revestida de aluminio.

## Designaciones y premios
Está incluido en el Registro Nacional de Lugares Históricos, y también está designado como Monumento Histórico Nacional de Ingeniería Mecánica por la ASME. El Comité de Historia y Herencia de ASME otorgó este estatus histórico a la característica específica: el primer edificio comercial grande en los Estados Unidos en ser pionero en el uso de bombas de calor para calefacción y refrigeración.